# تود غراتن
تود غراتن (بالإنجليزية: Todd Grattan)‏ هو لاعب كرة قاعدة أسترالي، ولد في 7 سبتمبر 1986 في كاملبتاون في أستراليا.

## وصلات خارجية
- تود غراتن على موقع دوري أستراليا لكرة القاعدة (الإنجليزية)
- تود غراتن على موقعبيزبول رفرنس.كوم (الدوري الثانوي) (الإنجليزية)